# ترتيب الأسبقية الألماني
ترتيب الأسبقية الألماني هو التسلسل الهرمي الرمزي لأعلى خمسة مناصب اتحادية في ألمانيا حيث تستخدم في الأمور البروتوكولية. وهي لا تحمل أي صفة رسمية، ولكن تم تأسيسها عبر الاستخدام الفعلي.
وعليه يتم ترتيب الأولوية في المناصب الرسمية للدولة الألمانية كا يلي:
1. الرئيس الاتحادي
2. رئيس البوندستاغ (ممثل السلطة التشريعية)
3. المستشار الاتحادي (ممثل السلطة التنفيذية)
4. رئيس المجلس الاتحادي (الممثل الرسمي للرئيس الاتحادي، ممثل الولايات الاتحادية)
5. رئيس المحكمة الدستورية الاتحادية (ممثل السلطة القضائية)

## شاغلو المناصب حاليا
| الترتيب | المنصب                           | صورة | شاغل المنصب                 | تاريخ تولي المنصب | النائب / النواب |
| ------- | -------------------------------- | ---- | --------------------------- | ----------------- | --- |
| 1       | رئيس ألمانيا                     |      | فرانك-فالتر شتاينماير       | 19 مارس 2017      | مانويلا شفسيغ رئيس البوندسرات                                                                                         |
| 2       | رئيس البوندستاغ                  |      | بربل باس                    | 26 أكتوبر 2021    | آيدان أوز أوغوز إيفون ماجواس [الإنجليزية] كاترين غورنغ إيكارت فولفجانج كوبيكي [الإنجليزية] بيترا باو رئاسة البوندستاغ |
| 3       | مستشار ألمانيا                   |      | أولاف شولتس                 | 8 ديسيمبر 2021    | روبيرت هابك نائب المستشار                                                                                             |
| 4       | رئيس البوندسرات                  |      | مانويلا شفسيغ               | 1 نوفمبر 2023     | بيتر تشينشر [الإنجليزية] النائب الأول لرئيس البوندسرات أنكه ريلينغر النائب الثاني لرئيس البوندسرات                    |
| 5       | رئيس المحكمة الدستورية الألمانية |      | ستيفان هاربارث [الإنجليزية] | 22 يونيو 2020     | دوريس كونيغ [الإنجليزية] نائب رئيس المحكمة الدستورية الاتحادية                                                        |